# Obszar (Beskid Niski)
Obszar (Ochabisko) (685 m n.p.m.) – szczyt w zachodniej części Beskidu Niskiego.
Masyw góry ma charakter wyspowy (oddzielone wzniesienie, ok. 1 na 1,5 km) i jest otoczony z każdej strony głębokimi obniżeniami:
- od północnego wschodu niezagospodarowaną doliną nienazwanego potoku, wypływającego z nieistniejącej wsi Banica;
prowadzi tędy  żółty szlak Folusz – Magura Wątkowska (846 m n.p.m.) – Bartne – Banica – pod Obszarem – Wołowiec – Nieznajowa – Radocyna – Przełęcz Beskidek
- od południa niezagospodarowaną (na tym odcinku) doliną potoku Zawoja;
prowadzi tędy  Regetów – Rotunda (771 m) – Zdynia (Ług) – Krzywa – pod Obszarem – Wołowiec – Bacówka PTTK w Bartnem – Przełęcz Majdan – Magura Wątkowska (846 m n.p.m.) – Świerzowa (801 m n.p.m.) (Główny Szlak Beskidzki)
- od zachodu zagospodarowanym rolniczo obniżeniem, w którym mieści się wieś Krzywa i droga wojewódzka nr 977 z Tarnowa do przejścia granicznego Konieczna-Becherov.